# Lijst van voetbalinterlands Azerbeidzjan - Malta (vrouwen)
Deze lijst van voetbalinterlands is een overzicht van alle officiële voetbalinterlands tussen de nationale vrouwenteams van Azerbeidzjan en Malta. De landen hebben tot nu toe drie keer tegen elkaar gespeeld.

## Wedstrijden
| № | Plaats     | Datum            | Competitie           | Wedstrijd            | Uitslag |
| - | ---------- | ---------------- | -------------------- | -------------------- | ------- |
| 1 | Yeroskipou | 12 maart 2015    | Vriendschappelijk    | Azerbeidzjan − Malta | 1 − 2   |
| 2 | Bakoe      | 26 november 2021 | WK 2023 kwalificatie | Azerbeidzjan − Malta | 1 − 2   |
| 3 | Ta' Qali   | 2 september 2022 | WK 2023 kwalificatie | Malta − Azerbeidzjan | 0 − 2   |

## Samenvatting
| Competitie        | Totaal gespeeld | Winst Azerbeidzjan | Gelijk | Winst Malta | Doelsaldo Azerbeidzjan – Malta |
| ----------------- | --------------- | ------------------ | ------ | ----------- | ------------------------------ |
| WK-kwalificatie   | 2               | 1                  | 0      | 1           | 3 − 2                          |
| Vriendschappelijk | 1               | 0                  | 0      | 1           | 1 − 2                          |
| Totaal            | 3               | 1                  | 0      | 2           | 4 − 4                          |